# Setkání (kosmonautika)

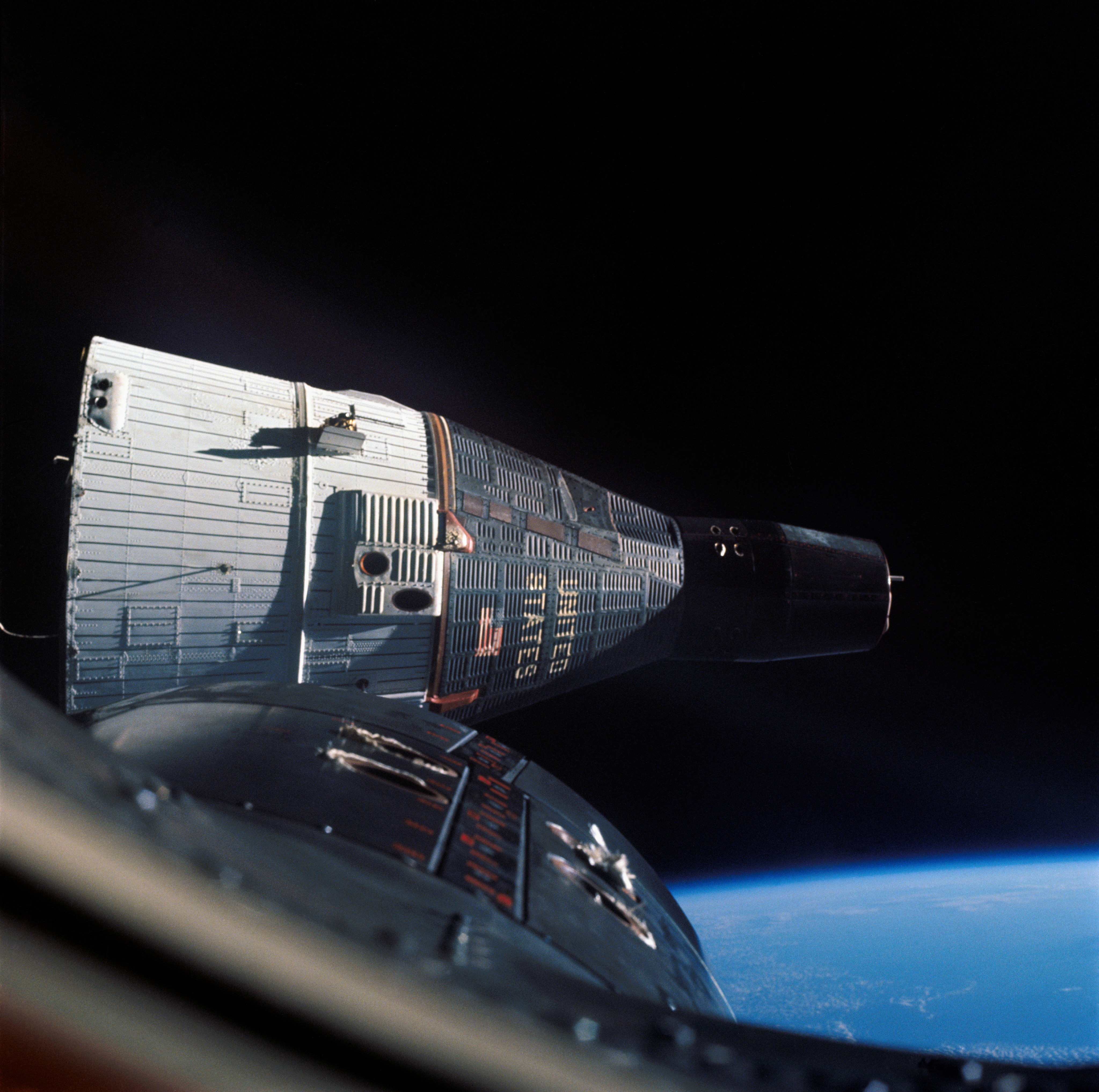
Gemini 7 fotografovaná z paluby Gemini 6 (1965)

Setkání nebo setkání kosmických objektů (space rendezvous) je orbitální manévr, při kterém jsou dvě umělá kosmická tělesa (typicky kosmická loď a kosmická stanice) navedena na stejnou oběžnou dráhu, přiblíží se do bezprostřední blízkosti a vyrovnají svoje rychlosti. Při tom může nebo nemusí dojít k jejich spojení (docking).

## Historie
V roce 1962 a poté v roce 1963 vypustil Sovětský svaz dvojici kosmických lodí současně Vostok 3 a 4 a Vostok 5 a 6. V obou případech se lodě dostaly na téměř identickou orbitu. K setkání je však nutné, aby alespoň jedno z těles mělo vlastní rakety, kterými by mohlo přizpůsobit svou oběžnou dráhu. Kapsle Vostoků takové motory postrádaly. Na začátku pokusů se k sobě Vostoky přiblížily na rozmezí od 5 do 6,5 kilometru, ale v průběhu misí se od sebe postupně vzdálily na tisíce kilometrů.
Těsnějšího přiblížení dvou těles na oběžné dráze dosáhly USA. Dne 3. června 1965 se americký astronaut James McDivitt během mise Gemini 4 pokusil setkat s posledním stupněm rakety Titan II. Namísto přiblížení na plánovaných 8 metrů se však podařilo přiblížit se pouze na 90 metrů, protože McDivitt se orientoval pouze opticky, bez použití přístrojů.